# Талышеведение
Талышеведение (тал. Толышшыносәти) — одно из направлений иранистики, сконцентрированное на комплексном изучении Талышистана и талышского народа, его языка, культуры и истории.

## Центры
Талышеведение являясь одним из направлений изучения иранистики изучается и развивается учёными из Российской Федерации, Беларуси, Азербайджана, Армении и США. В Ереванском государственном университете (ЕГУ) на кафедре ирановедения существует магистерская программа «Талышеведение».
Одним из центров талышеведения является Талышская национальная академия, которая ставит целью изучение и исследование Талышистана в социально-экономическом, историко-этнографическом, археологическом, литературном и лингвистическом отношениях. Для достижения поставленных целей академия снаряжает научные экспедиции в Талыш, созывает съезды, конференции, устраивает экскурсии, публичные лекции, содействует созданию научных работ по талышеведению.

## История
Импульсом развитию талышеведения стала работа известного лингвиста, историка, археолога и этнографа Николая Яковлевича Марра «Талыши (к вопросу об их национальном самоопределении)» 1922 года.
Следующим основоположником талышеведения был советский иранист, талышевед, профессор МГУ Миллер Борис Всеволодович, который в 1902 году был направлен в Ленкоранский уезд совместно с А. М. Завадским. Экспедиция охватывала, главным образом, Северный Талышистан, но, как отмечает Б. Миллер, он сумел три раза заехать в южную часть Талыша.
В 1925 году Миллер Б. В. был направлен в Талыш (вероятно, не без участия Н. Я. Марра), где он провел месяц, собрав значительный полевой материал и позже в 1930 году опубликовал первый сборник талышского фольклора «Талышские тексты». В том же 1930 году в «Учёных записках» он опубликовал свою другую знаменитую работу — статью «К вопросу об языке населения Азербайджана до отуречения этой области», в которой доказал, что талышский язык является потомком древнего языка (то есть до тюркской инфильтрации) Азербайджана (Атропатены) — азари.
И уже в 1929 году появляется первая талышская книга, подготовленная талышскими деятелями Музаффаром Насирли и Шохубом Мурсаловым, она так и называлась — «Первая книга» (талыш. Иминджи китоб).
После репрессий конца 1930-х годов и уже после 1950-х годов талышеведение потеряло свое прикладное значение, сам Б.В. Миллер все же до самой смерти оставался преданным главному делу своей жизни — изучению талышского народа. В 1953 году, будучи серьёзно больным, он сумел доработать и издать свою объёмную монографию «Талышский язык», ставшую впоследствии классической для данного направления иранистики.
С 1950-х годов Али Абдоли исследователь, иранский учёный - востоковед, положил начало новому направлению в иранистике – талышеведению. Опубликовано около двадцати книг и десятков научных статей в области тати и талышского языков, а также истории, культуры и литературы талышей.
Продолжателем работ Б. В. Миллера также стала его ученица, талышевед Лия Александровна Пирейко, которая в 1973 году провела полевой сезон в Талышистане. И на основе всех собранных материалов в 1976 году сумела опубликовать свой главный научный труд — «Талышско-русский словарь» (6600 слов).
Как сообщает талышский исследователь Игбал Абилов: «С конца 1980-х усилиями Новрузали Мамедова, Аваза Садыхзода и др. постепенно возрождалась талышская гуманитарная наука и, конечно, в первую очередь, талышеведение. Талышские ученые, которые с конца 1960-х — начала 1970-х годов вели разрозненные и несистематические научные исследования, связанные с талышами, стали создавать общие платформы для распространения, приумножения и развития этих исследований (газета „Толыши садо“ — „Голос Талыша“)».

## Конференции по талышеведению
21-23 мая 2005 года была проведена первая международная конференция по талышеведению в Цахкадзоре (Армения). Конференция была организована кафедрой иранистики Ереванского государственного университета и Кавказским центром иранистики. На конференции присутствовали представители Азербайджана, Армении, Грузии и Ирана.
11-12 ноября 2011 года прошла вторая международная конференция по талышеведению в Ереване. На открытии выступил профессор Г. Асатрян по проблемам современного талышеведения и перспективам области, профессор А. Гранмайе (Великобритания) — «Язык и культура талышей. Как их спасти?», известный историк и писатель Кавэ Фаррох (Канада) — «Процесс деиранизации Кавказского Азербайджана (с 1828 по настоящее время)». На конференции приняли участие также известные специалисты из России, Ирана, Грузии, Нидерландов, Великобритании, США и Канады. Иранский талышевед Я. Карамзаде отметил, что такие страны, как Армения, не могут безразлично относиться к судьбам таких народов, как талыши, и способствуют тому, чтобы талышский народ лучше узнал свою культуру и язык. «В Азербайджане воспрещается исследовать культуру талышского народа и говорить на талышском языке. Те, кто занимается изучением вопросов, касающихся талышей, находятся под контролем органов государственной безопасности», — сказал Я. Карамзаде.
24 сентября 2013 года в Ереванском государственном университете (ЕГУ) на кафедре ирановедения стартовала магистерская программа «Талышеведение». По словам завкафедрой иранистики Гарника Асатряна, новая магистерская программа очень важна для изучающих региональные проблемы: «Иранистам будет интересно два года учиться по программе «Талышеведение», так как это более узкая специализация».
24-25 мая 2019 года в ЕГУ прошла третья международная конференция по талышеведению. В конференции принимали участие ученые из Ирана, Франции, России, Америки, Азербайджана и Армении.
По прошествии 3-х международных конференций по талышеведению в Армении и созданию в ЕГУ программы «Талышеведения», проведение сходных мероприятий со стороны Азербайджана или Ирана не наблюдается. В Азербайджане отсутствует само научное направление талышеведения, напротив, осуществляются репрессии в отношении талышеведов, например убийство в 2009 году Новрузали Мамедов, тюремный срок в 2013 году Гилала Мамедова, убийство в 2020 году Фахраддина Аббасова.

## Талышеведы
- Марр Николай Яковлевич
- Миллер Борис Всеволодович
- Пирейко Лия Александровна
- Базен Марсель
- Чурсин Григорий Филиппович
- Джавадов Гамаршах
- Измайлова Атига
- Абдоли Али
- Яршатер Эхсан
- Садыхзода Аваз
- Мамедов Гюльмамед
- Асадуллаев Сейфулла
- Мамедов Новрузали
- Аббосзода Фахраддин
- Мамедов Гилал
- Насирли Музаффар
- Ахмедзаде Зульфугар
- Мирзаев Мусарза
- Кальбиев Хашим
- Гусейнов Мирбаба
- Раджабов Раззаг
- Салаев Вугар
- Абилов Игбал
- Агаев Эльнур
- Мамедов Азер